# جورج حسون معلوف
جورج حسون معلوف (1893 - 1965 م) شاعر عربي مهجري، وُلد في بلدة بكفيا بلبنان، وعاش بين لبنان والأرجنتين والبرازيل، وهو مؤسس العصبة الأندلسية في سان باولو.

## حياته
ولد المعلوف في بلدة "بكفيّا"، وتلقى دراسته في مسقط رأسه إذ أنهى جورج دراسته الثانوية في مدرسة الشوير الإنجليزي. ثم التحق عام 1907م بكلية الحقوق في الجامعة اليسوعية في بيروت، حيث أجاد ثلاث لغات أجنبية هي: الفرنسية والإسبانية، والبرتغالية. وحصل على شهادة الحقوق فيها، وعمل في المحاماة. هاجر للأرجنتين عام 1911 م، فعمل سكرتيرًا في القنصلية العثمانية في بيونس آيرس، ومكث فيها سنة ثم سافر عام 1912 إلى البرازيل ليشتغل في الأدب والتدريس، فدرّس في المدرسة الإنجليزية البرازيلية، ثم عمل بالتجارة. أسس «العصبة الأندلسية» في سان باولو.

## الشعر
ركز اهتمامه على النثر بالرغم من إحاطته الواسعة بالشعر العربى، وترجم من العربية إلى الفرنسية والإسبانية والبرتغالية، وكان من بين مترجماته القصص القصيرة والمقالات. ما أثر من شعره قصيدة قصيرة، وقطعتان يجمع بينهما الشعور بالغربة ولوعة الفراق، وقد اختلفت المقامات فاختلف السياق، وجاوبته بعض الصور الوصفية الطريفة. وقد عُرفَت أعماله في كتابين:
1. كتاب «الناطقون بالضاد في أميركا الجنوبية»: مقاطع متفرقة شعرية.
2. «أقاصيص»: وهي مجموعة قصصية صادرة عن «العصبة الأندلسية» في سان باولو عام 1954.[1]